# Stéphane Abrial
Pour les articles homonymes, voir Abrial.
Stéphane Abrial, né le 7 septembre 1954 à Condom dans le Gers, est un général de l'Armée de l'air française. De 2009 à 2012, il est commandant suprême allié Transformation au sein de l'OTAN.

## Famille
Raymond Abrial (1852-1941), arrière-grand-père de Stéphane Abrial, ancien receveur des domaines, révoqué lors de l'affaire des Inventaires, reçut, par bref pontifical du 15 août 1912, le titre de comte romain héréditaire. Raymond Benjamin Abrial (1783-1857) est un trisaïeul commun avec le général de corps d'armée Yann Rousseau-Dumarcet. 
Le général Stéphane Abrial est membre de la Réunion de la noblesse pontificale.

## Biographie
Stéphane Abrial étudie au lycée militaire de Saint-Cyr. Il entre en 1973 à l'École de l'air, au sein de la promotion « Capitaine Marchal », puis en 1974, il devient élève-officier à l'United States Air Force Academy et est breveté pilote de chasse en 1976.
Il commence sa carrière en tant que pilote au sein de l'escadron de chasse 2/12 « Cornouaille » de Cambrai en 1977. Outre ses activités aéronautiques, il y pratique le handball, l'escrime et représente la base aérienne 103 dans le cadre des épreuves de pentathlon aéronautique au niveau national.
En 1981, il est transféré à Neubourg-sur-le-Danube, en RFA, où il est pilote puis commandant d'escadrille à l'escadron 745 « Zapata », de la 74e escadre de chasse « Mölders » de la Luftwaffe.
De retour en France en 1984, il devient commandant en second de l'escadron de chasse 1/2 « Cigognes », basé à Dijon, en Côte-d'Or. La même année, il passe commandant de l'escadron de chasse 2/2 « Côte-d'Or », jusqu'en 1988, date à laquelle il devient chef du détachement de transformation sur Mirage 2000 du premier escadron de l’Armée de l’air grecque, à Tanagra en Grèce, puis chef des opérations, commandant en second puis commandant de la 5e escadre de chasse d'Orange.
En 1991, il fait un passage à l'Air War College, sur la base aérienne de Maxwell, à Montgomery, en Alabama (États-Unis), avant de devenir en 1992 l'adjoint au chef de cabinet du chef d'état-major de l'Armée de l'air, à Paris, puis adjoint au chef de cabinet du chef d'état-major des armées en 1995.
En 1996, il devient officier de l'état-major international de l'OTAN, à Bruxelles.
En 2000, il est promu adjoint au chef de l'état-major particulier du président de la République à Paris, puis en 2002, il devient le chef du cabinet militaire du Premier ministre. En 2005, on lui confie le commandement de la défense aérienne et des opérations aériennes, situé sur la base de Taverny, jusqu'en 2006, date à laquelle il est nommé chef d’état-major de l’Armée de l’air.
En septembre 2009, il est nommé commandant de l'un des deux commandements suprêmes de l'OTAN, l'ACT (Commandement allié Transformation) situé sur la base navale de Norfolk en Virginie, aux États-Unis. Il conserve ces fonctions jusqu'au 28 septembre 2012 où il transmet le commandement à son compatriote le général d'armée aérienne Jean-Paul Paloméros.
En janvier 2013, il rejoint Safran, en tant que conseiller de Jean-Paul Herteman (président-directeur général) puis en tant que directeur général délégué - secrétariat général en juillet,. En juin 2015, il est nommé directeur groupe international et relations institutionnelles de l'entreprise.
En février 2014, il est nommé président du conseil d'administration du musée de l'air et de l'espace.
Il possède le château d'Andiran, en Lot-et-Garonne.

## Décorations

### Décorations françaises
- Grand officier de la Légion d'honneur
- Officier de l'ordre national du Mérite
- Croix de guerre des Théâtres d'opérations extérieurs (avec une étoile)
- Croix du combattant
- Médaille de l'Aéronautique
- Médaille d'Outre-Mer

### Décorations étrangers
- Croix d’honneur en argent de la Décoration des forces armées allemandes ( Allemagne)
- Médaille des sports allemande (de) ( Allemagne)
- Grand officier de l'ordre du roi Abdelaziz ( Arabie saoudite)
- Médaille de la Libération du Koweït (en) ( Arabie saoudite)
- Commandeur de l'ordre du Mérite aéronautique ( Brésil)
- Médaille du mérite Santos-Dumont ( Brésil)
- Commandeur de la Legion of Merit ( États-Unis)
- Médaille de l'ordre de la Libération du Koweït (en) ( Koweït)
- Commandeur de l'ordre d'Oman, classe militaire ( Oman)
- Commandeur de l'ordre du Mérite de la république[9] ( Pologne)